# Vera Baranovskaya
Vera Vsevolodovna Baranovskaya (en ruso: Вера Всеволодовна Барановская; San Petersburgo,1885–París, 1935) fue una actriz rusa. Se la recuerda principalmente por La madre de Pudovkin, símbolo de la sufrida mujer soviética.

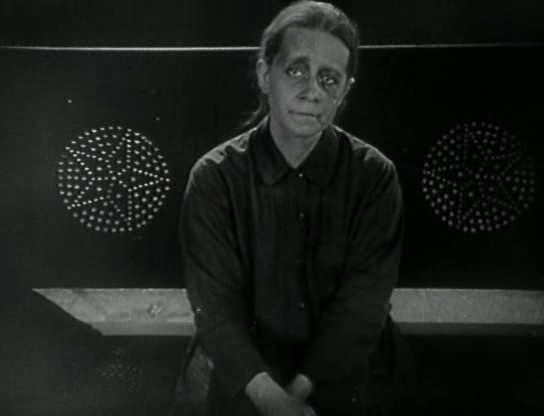
Imagen de La madre de Pudovkin

## Biografía
Estudió en el Teatro de Arte de Moscú trabajando en Járkov, Kiev, Odesa, Tiflis, Kazán, Vorónezh y otras ciudades. En 1922 fundó el estudio Mastbar en Moscú.
Trabajó en más de veinte películas entre 1916 y 1935.
Trabajó en Alemania y Checoslovaquia en varias películas.
En 1932 Baranovskaya emigró a Francia. Murió en París.